# Road Rules: X-Treme
Алчные экстремалы: «Дорожные правила экстрим» (англ. Road Rules: X-treme) — 13-й сезон телепередачи «Дорожные правила». Впервые был показан на MTV 7 июня 2004 года.

## Описание телепередачи
Шесть человек путешествуют по Южной Америке и сражаются за главный приз — автомобиль. Им предстоит прыгать над вулканом, спускаться по водопаду, ходить по канатам, отбирать кости у бешеных собак, решать головоломки и делать много чего ещё, не жалея своих сил и подбадривая себя мыслью о награде. Но порой не так сложно преодолеть препятствия, подразумевающие физические нагрузки, как наладить со своими товарищами по команде такие отношения, которые в итоге помогут достичь главной цели. Ведь победить можно только всем вместе!

## Правила
На этот раз, если команда проигрывала две миссии в первый раз, то один из членов команды уходил. При каждой последующей проигранной миссии на голосовании голосовании уходил один человек. При прохождении задания команде вручали ключ. Все ключи помещались в автобусе на специальной доске возле руля. Каждый ключ олицетворял пройденные миссии. В конце они соединялись и запускалась «Экстрим-машина», которая давала участникам право получить приз. Если миссия была завалена, участники не получали ключа, и «прощались» с одним из членов команды. На место ушедшего приходил человек того же пола, с собой у него был «потерянный» ключ.

## Участники

### Список участников
- Дэнни Диаз
- Деррик Косински
- Ибис Ниевес
- Джоди Везертон
- Кина Дин
- Патрик Мэлони
- Ник Хаггарт
- Анджела Тримбур
- Джиллиан Зобороски
- Собака X

## Саундтреки
The Datsuns — Motherfucker From Hell

## Миссии
| №  | Миссия                             | Результат | Изменения в команде                                           |
| -- | ---------------------------------- | --------- | ------------------------------------------------------------- |
| 1  | В вулкан с банджи                  | Пройдено  |                                                               |
| 2  | Водное сопротивление               | Пройдено  |                                                               |
| 3  | Боди арт                           | Пройдено  |                                                               |
| 4  | Нет коровы                         | Проигрыш  |                                                               |
| 5  | Держаться                          | Пройдено  |                                                               |
| 6  | Вождение вслепую                   | Проигрыш  | Дэнни уехал домой, замена Ник                                 |
| 7  | Вперёд за уловкой                  | Пройдено  |                                                               |
| 8  | Прыжок доверия                     | Проигрыш  | Кина уехала домой, замена Анджела                             |
| 9  | Баланс и я                         | Пройдено  |                                                               |
| 10 | Падение у ног                      | Проигрыш  | Ибис уехала домой, замена Джиллиан                            |
| 11 | Слепой и ещё слепее                | Пройдено  |                                                               |
| 12 | Достижение                         | Пройдено  |                                                               |
| 13 | Встреча с прошлым: часть 1         | Пройдено  |                                                               |
| 14 | Встреча с прошлым: часть 2         | Пройдено  | Совместно с Алчные Экстремалы: "Дорожные правила Тихий океан" |
| 15 | Школа каскадёров                   | Пройдено  |                                                               |
| 16 | Спасательная гондола               | Пройдено  |                                                               |
| 17 | Сюрприз: мосты над бурным течением | Пройдено  |                                                               |

Команда смогла пройти последнюю, решающую миссию и выиграла главный приз: спортивный автомобиль Subaru WRXI.
Также команда получила ещё несколько бонусов.

## Интересные факты
- Дорожные правила экстрим — единственный сезон, где в автобусе жила собака.
- Команда Дорожных правил экстрим победила команду Дорожных правил Тихий океан в миссии «встреча с прошлым», после серии удачно пройденных безобидных испытаний.

## Другие сезоны шоу «Алчные Экстремалы»

### Дорожные Правила
- USA — The First Adventure
- USA — The Second Adventure
- Europe
- Islands
- Northern Trail
- Down Under
- Latin America
- Semester at Sea
- Maximum Velocity Tour
- The Quest
- Campus Crawl
- Алчные экстремалы: "Дорожные правила Тихий океан"
- Алчные экстремалы: «Дорожные правила экстрим»
- Viewer’s Revenge

### Реальный мир
- The Real World: New York
- The Real World: Los Angeles
- The Real World: San Francisco
- The Real World: London
- The Real World: Miami
- The Real World: Boston
- The Real World: Seattle
- The Real World: Hawaii
- The Real World: New Orleans
- The Real World: Back to New York
- The Real World: Chicago
- The Real World: Las Vegas
- The Real World: Paris	2003
- The Real World: San Diego
- The Real World: Philadelphia
- The Real World: Austin
- The Real World: Key West
- The Real World: Denver
- The Real World: Sydney
- The Real World: Hollywood
- The Real World: Brooklyn
- The Real World: Cancun
- The Real World: Washington, D.C

### Дорожные Правила против Реального мира
- Алчные экстремалы: "Дорожные правила все звезды"
- Real World/Road Rules Challenge
- Real World/Road Rules Challenge 2000
- Real World/Road Rules Extreme Challenge
- Battle of the Seasons
- Battle of the Sexes
- The Gauntlet
- The Inferno
- Battle of the Sexes 2 («Битва полов 2»)
- The Inferno II (Инферно 2, «На пляже», «Пекло»)
- The Gauntlet 2 («Битва насмерть»)
- Fresh Meat («Свежее мясо»)
- The Duel («Дуэль»)
- The Inferno 3 («Инферно 3»)
- The Gauntlet III («Битва 3»)
- The Island («Остров сокровищ»)
- The Duel 2 («Дуэль 2»)
- The Ruins («Руины»)
- Алчные экстремалы: Свежее мясо 2